# Габсбургская Испания
Габсбургская Испания или Королевство Испания под управлением Габсбургской династии — период в истории Испании в XVI—XVII веках (1516—1700 годы), когда королевство находилось под управлением династии Габсбургов. Эпоха следовала сразу за эпохой правления католических королей (объединившими под своим скипетром королевства Арагона и Кастилии и Леона) и началась с правления короля Карла I, ставшего испанским монархом в 1516 году и закончилась в 1700 году со смертью короля Карла II, не оставившего наследников, что повлекло за собой войну за Испанское наследство и воцарение на испанском престоле Бурбонов.
В первую половину эпохи, известной также как эпоха Экспансии, Испания достигла пика своего могущества. В эту эпоху, одновременно с Великими географическими открытиями, зарождалась и строилась Испанская империя. Под её контролем помимо испанской части Пиренейского полуострова находились обширные земли в Америке, Ост-Индии, в Европе под их властью находились Испанские Нидерланды, большая территория современной Италии и другие территории на Средиземном море, такие как Мальта, небольшие анклавы в Северной Африке: Сеута, Оран. В период 1580—1640 годов согласно Иберийской унии, Испания владела Португалией и всей её обширной колониальной империей.
После достижения статуса самой могущественной страны Европы при правлении Габсбургской династии Испания испытала относительное сокращение своего политического и экономического влияния при правлении поздних королей династии, главным образом во второй половине XVII века.
Габсбургский период был также золотым веком испанской культуры. Среди наиболее значительных деятелей искусства этого периода были Диего Веласкес, Эль Греко, Тереза Авильская, Мигель де Сервантес, Педро Кальдерон и Франсиско Суарес.

## История

### Начало создания империи (1504—1521)

Герб Карла I, на котором представлены испанские территории (вверху) и другие европейские владения (внизу)

Практически, Испания стала единым государством только после смерти Карла II, вместе с этим династия испанских Габсбургов угасла, после неё на трон взошёл Филипп V, который стал первым королём династии испанских Бурбонов и провёл реформу престолонаследия. Тем не менее, испанские Габсбурги создали первое de facto единое государство на Иберийском полуострове, в которое короткое время входила и Португалия.
Территория, в политической географии называемая Испанией, фактически была конфедерацией, включавшей несколько древних отдельных королевств — Арагон, Кастилию, Леон и Наварру. В ряде случаев эти отдельные королевства сами были конфедерациями, наиболее известна Арагонская корона (Княжество Каталонское, Королевство Арагон, Валенсийское королевство и Королевство Майорка). Брак Изабеллы I Кастильской и Фердинанда II Арагонского в 1469 году объединил два из этих крупнейших королевств, Кастилию и Арагон, которые провели их весьма успешную кампанию против мавров, завершившуюся завоеванием Гранады в 1492 году.
В 1504 году королева Изабелла умирает, и, несмотря на то, что Фердинанд попытался удержать в своих руках власть над Кастилией после её смерти, кастильские Генеральные кортесы (испанский парламент) предпочли короновать дочь Изабеллы Хуану. Её муж Филипп был Габсбургом, сыном императора Священной Римской империи Максимилиана I и Марии Бургундской и одновременно стал принцем-консортом Филиппом I Красивым. Вскоре после этого у Хуаны стала прогрессировать душевная болезнь (впрочем, вопрос, в какой мере Хуана страдала настоящим сумасшествием, а в какой мере эти слухи были связаны с усилиями трёх мужчин, правивших от её имени (мужа, отца и сына), до настоящего времени окончательно не решен). В 1506 году Филипп стал править от имени жены, однако в тот же год умер при таинственных обстоятельствах, возможно был отравлен тестем. Так как старшему сыну Карлу исполнилось только 6 лет, кортесы неохотно позволили отцу Хуаны Фердинанду править страной в качестве регента Хуаны и Карла.

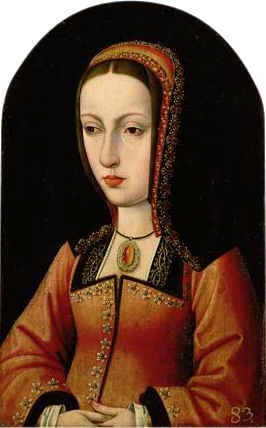
Хуана, королева Кастилии

Испания таким образом объединилась под властью одного правителя, Фердинанда II Арагонского. Став единственным монархом, Фердинанд стал проводить более агрессивную политику, чем он мог позволить, будучи мужем Изабеллы, включив в сферу испанского влияния Италию, усилив её перед французской угрозой. В качестве правителя Арагона Фердинанд был вовлечён в борьбу против Франции и Венеции за контроль над Италией; эти конфликты стали определяющими во внешней политике короля Фердинанда. Первым вкладом Фердинанда стало вовлечение испанских войск в войну Камбрейской лиги против Венеции, в которой испанские солдаты отличились, сражаясь вместе с французскими союзниками, в битве при Аньяделло (1509). Годом позже Фердинанд вступил в Священную лигу против Франции, увидев возможность получить и Неаполь, на который у него сохранялись династические права, и Наварру, права на которую он приобрёл путём женитьбы на Жермен де Фуа. Эта война была не так успешна, как против Венеции, и в 1516 году Франция согласилась на перемирие, при этом Милан перешёл под контроль Франции, а Франция в свою очередь признала власть Испании в Северной Наварре. Позже в том же году Фердинанд умер.
Смерть Фердинанда позволила молодому Карлу унаследовать трон под именем Карла I Кастильского и Арагонского, и последний стал основателем испанской монархии. Его испанское наследство включало все испанские приобретения в Новом Свете и в Средиземноморье. После смерти своего отца в 1506 году по линии Габсбургов Карл также унаследовал Нидерланды и Франш-Конте, а также Фландрию, где он вырос. В 1519 году после смерти своего деда Максимилиана I Карл унаследовал земли Габсбургов в Германии и был в том же году избран императором Карлом V. Его мать Хуана оставалась формально королевой Кастилии до своей смерти в 1555 году, но из-за её душевного здоровья и риска, что она может предложить кандидатуру другого монарха (что случилось во время восстания комунерос), Карл держал её в заключении.
Таким образом, император и король Карл стал самым могущественным человеком в христианском мире. Концентрация в одних руках такой большой власти очень беспокоила короля Франции Франциска I, который оказался со всех сторон окружён территориями Габсбургов. В 1521 году Франциск вторгся в испанские владения в Италии и Наварре, начав второй этап франко-испанского конфликта. Война завершилась поражением Франции, которая потерпела поражения при Бикокке (1522), Павии (1525, где Франциск попал в плен) и Ландриано (1529), после чего Франциск вернул Милан Испании.

### Император и король (1521—1556)

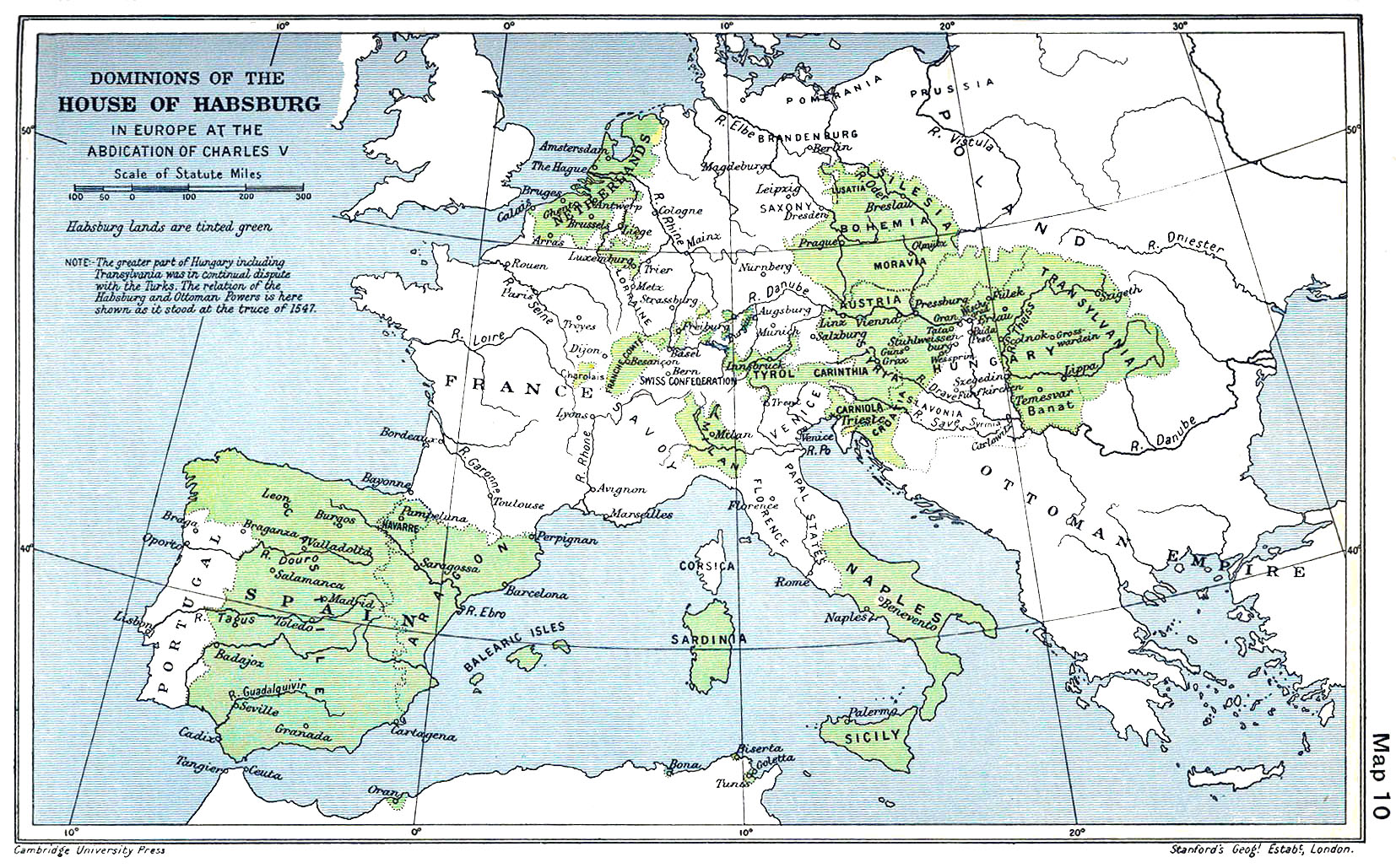
Карта владений Габсбургов после битвы при Мюльберге (1547), из Кембриджского атласа современной истории (1912); Земли Габсбургов отмечены зелёным цветом.

Победа Карла при Павии (1525) стала неожиданностью для многих в Италии и Германии и вызвала озабоченность в том, чтобы Карл может получить ещё большую власть, чем он имел. Папа Климент VII переменил сторону и отправил свои силы на помощь Франции и наиболее сильным итальянским государствам против Императора Габсбурга в войне Коньякской лиги. В 1527 году из-за неспособности Карла вовремя расплатиться с солдатами его армия в Северной Италии взбунтовалась и разграбила Рим исключительно с целью наживы, вынудив Климента и будущих пап быть значительно благоразумнее в делах со светскими властями: отказ Клемента в 1533 году в аннулировании брака английского короля Генриха VIII с Екатериной Арагонской (тётей Карла) был прямым следствием его нежелания портить отношения с императором и, возможно, подвергать свою столицу риску разграбления второй раз. Барселонский мир, подписанный Карлом и папой в 1529 году, установил более сердечные отношения между двумя лидерами, что привело к тому, что папа признал Испанию как защитника католической веры и признал Карла королём Ломбардии в обмен на испанское вторжение в мятежную Флорентийскую республику.

Тициан. «Конный портрет Карла V» (1548) был написан в честь победы императора над протестантами в битве при Мюльберге (1547)

В 1543 году французский король Франциск I объявил о вступлении в беспрецедентный альянс с османским султаном Сулейманом Великолепным для оккупации контролируемой Испанией Ниццы совместно с турецкими силами. Английский король Генрих VIII, который был более враждебно настроен против Франции, чем сердит на императора за препятствование разводу, присоединился к Карлу и вторгся во Францию. Несмотря на то, что испанская армия потерпела громкое поражение в битве при Черезоле и сдала Ниццу, с вступлением в войну Генриха дела пошли лучше, и Франция была вынуждена подписать мир. Австрийцы под командованием младшего брата Карла Фердинанда продолжили войну с Османской империей на востоке. После поражения Франции Карл взялся за решение старого вопроса: борьба с Шмалькальденским союзом.
В 1517 году началась Реформация в Германии. Карл, в связи со своим положением императора Священной Римской империи, наличием значительных владений вдоль границы с Германией, а также близкими отношениями с австрийскими Габсбургами, был заинтересован в сохранении стабильности Священной Римской империи. В Германии в 1524 году разразилась Крестьянская война, которая ко времени её завершения в 1526 году окончательно разорила страну; Карл, даже находясь вдали от Германии, прилагал усилия к сохранению порядка и стабильности. После Крестьянской войны протестанты создали лигу для защиты от императора Карла. Под защитой Шмалькальденской лиги протестантские государства совершили ряд действий в ущерб интересам католической церкви, в том числе конфисковали некоторые церковные земли, и отказались подчиняться власти императора.

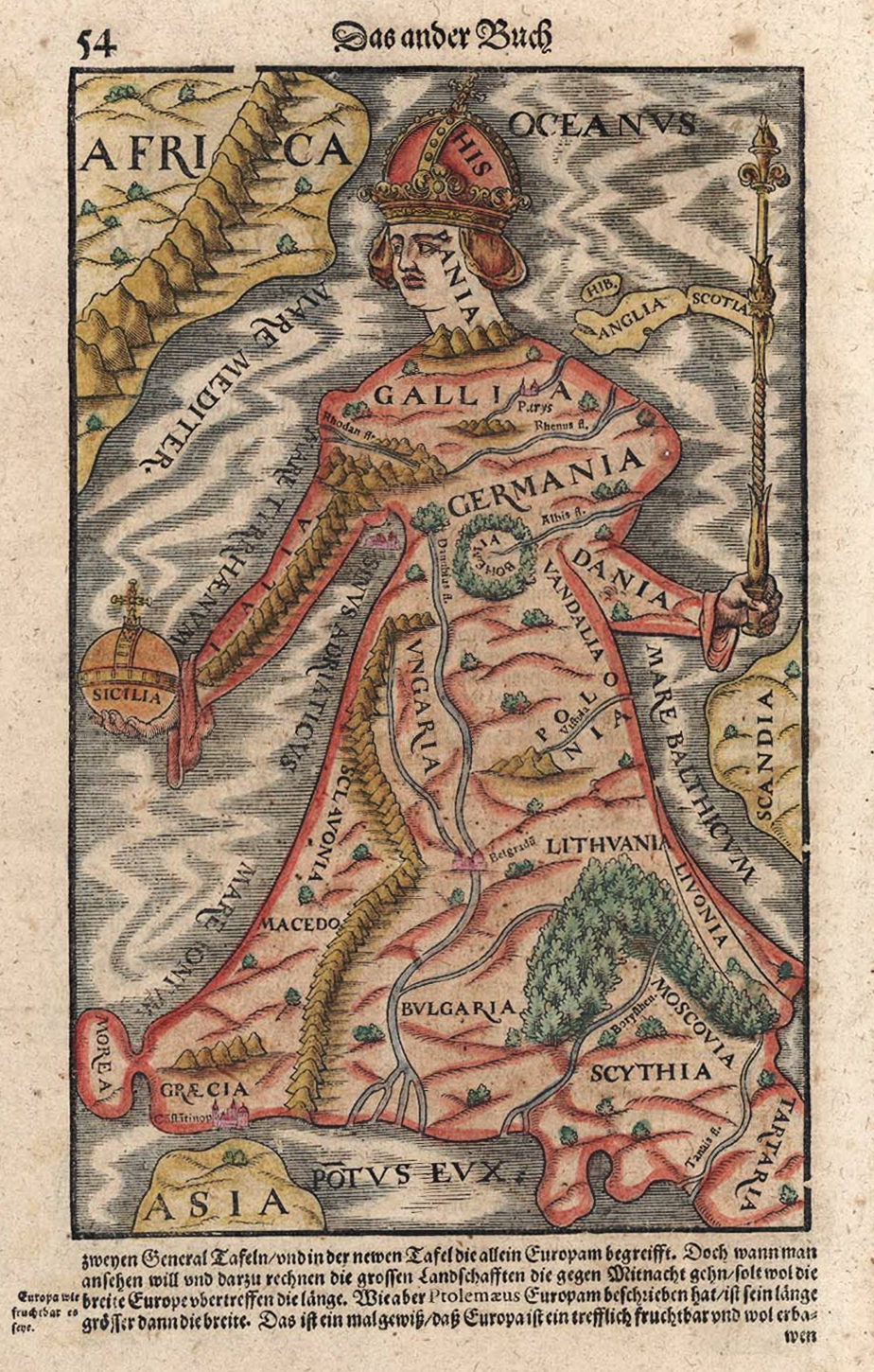
Europa regina, ассоциирующаяся с доминированием Габсбургов во время правления Карла V.

Возможно, наиболее существенным стратегическим фактором для короля Испании был союз Лиги с Францией, что препятствовало его стремлению подорвать позиции Лиги в Германии. Поражение Франциска в 1544 году позволило ему аннулировать союз с протестантами, и Карл воспользовался этой возможностью. Он предпринял попытку провести переговоры на Тридентском соборе в 1545 году, но лидеры протестантов, чувствуя себя преданными из-за позиции, занятой католиками на Соборе, начали военные действия под предводительством Саксонского курфюрста Морица. В ответ Карл вторгся в Германию во главе смешанной голландско-испанской армии, рассчитывая вернуть императорский авторитет. Император лично нанёс сокрушительное поражение протестантам в исторической битве при Мюльберге в 1547 году. В 1555 году Карл подписал Аугсбургский религиозный мир с протестантскими государствами и восстановил стабильность в Германии на своём принципе cuius regio, eius religio («чья власть, того и религия»), весьма непопулярного среди испанского и итальянского духовенства. С этого момента участие Карла в решении германских вопросов упрочило роль Испании гаранта безопасности католиков Габсбургов в Священной Римской империи; прецедент возник семью десятилетиями позднее, вовлечение в войну окончательно лишило Испанию статуса самой сильной европейской державы.
В 1526 году Карл женился на инфанте Изабелле, сестре португальского короля Жуана III. В 1556 году он отрёкся от всех своих постов, передав Испанскую империю единственному выжившему сыну Филиппу, а Священную Римскую империю брату Фердинанду. Карл уехал в монастырь Юсте (Эстремадура, Испания), так как по собственному мнению он страдал нервным расстройством, где и умер в 1558 году.

### От Сен-Кантена до Лепанто (1556—1571)
В Испании ещё не наступил мир, как агрессивный французский король Генрих II, взошедший на престол в 1547 году, немедленно объявил войну. Преемник Карла I Филипп II весьма решительно повёл войну, разбив французскую армию при Сен-Кантене в Пикардии в 1557 году и на следующий год нанеся поражение Генриху II при Гравелине. Като-Камбрезийский мир, подписанный в 1559 году, подтвердил притязания Испании на итальянские земли. Во время рыцарского турнира в честь подписания этого договора Генрих погиб от обломка копья капитана шотландской гвардии Габриэля Монтгомери. В последующие тридцать лет Францию сотрясали гражданская война и религиозные волнения, и она не могла противостоять Испании и Габсбургам стать главной политической силой в Европе. Не встречая серьёзного сопротивления со стороны Франции, Испания достигла апогея своего могущества и территориальных владений в период 1559—1643 годов.

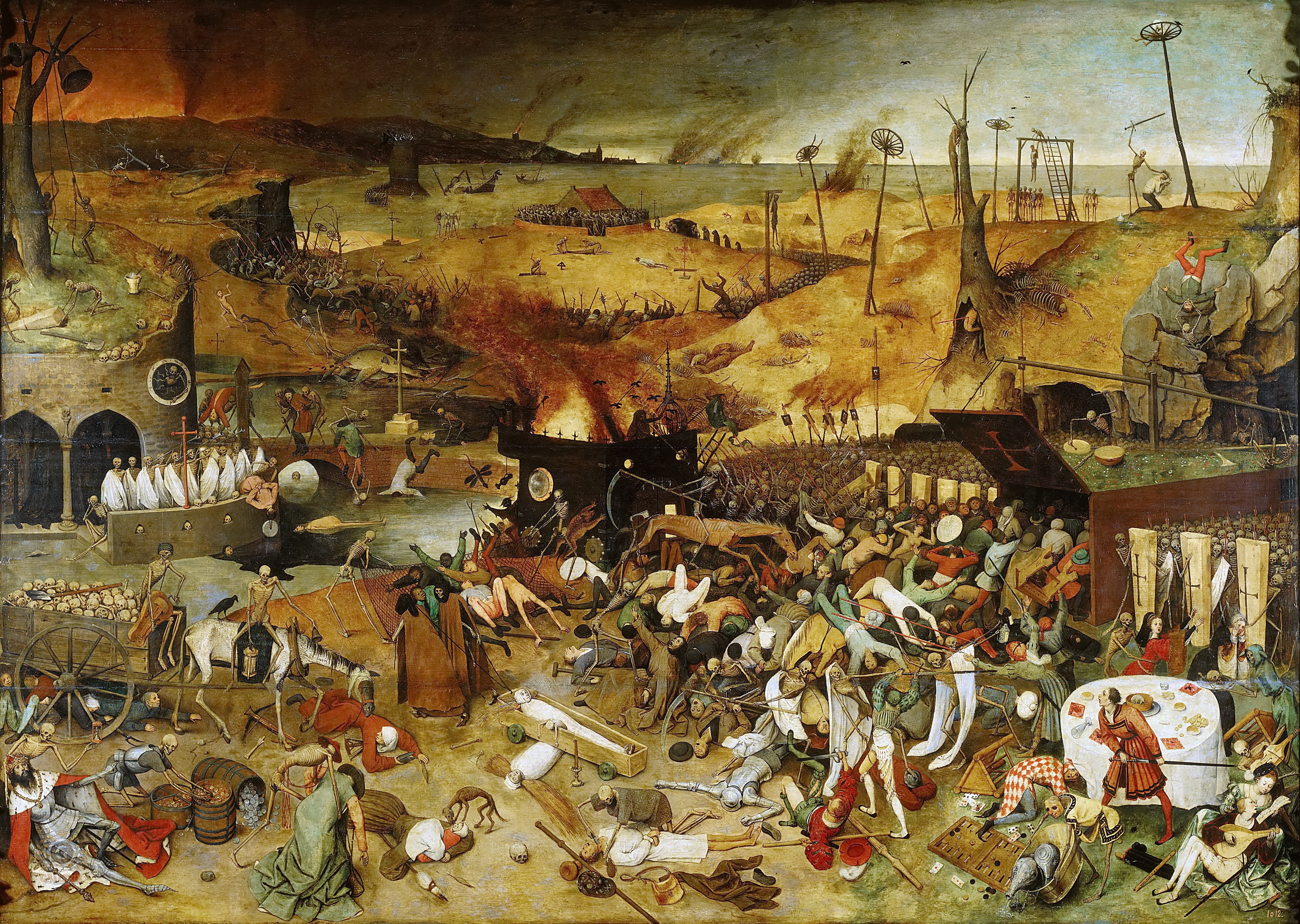
Триумф смерти (1562) Питера Брейгеля Старшего отражает всё более сложное положение Семнадцати провинций в XVI веке

Карл и его наследники, несмотря на то, что чувствовали себя более комфортно в Испании и, несомненно, любили эту страну, рассматривали её только как ещё одну часть своей империи, и не стремились к приоритетному развитию непосредственно Испании, в то время как Франция, Англия и Нидерланды придерживались противоположной политики. Достижение политических целей Габсбургской династии, в том числе подрыв политического влияния Франции, сохранение в Германии гегемонии габсбургского католицизма и борьба с Османской империей, были приоритетны для Габсбургов-правителей по сравнению с благосостоянием Испании. Такой акцент способствовал снижению могущества Испанской империи.
Испанская империя существенно выросла со времён Фердинанда и Изабеллы. Империи ацтеков и Инков были завоёваны во время правления Карла, с 1519 по 1521 и с 1540 по 1558 годы соответственно. В Новом Свете основывались испанские поселения: Мехико, важнейший колониальный город был основан в 1524 году, чтобы стать главным административным центром Нового света; Флорида была колонизована в 1560-е; Буэнос-Айрес, основанный в 1536 году и Новая Гранада (современная Колумбия), колонизованная в 1530-е. Колонии Испанской империи стали источником испанского богатства и власти в Европе. Однако поступление благородных металлов в больших количествах в конце столетия привело к всеобщей инфляции, которая охватила всю Европу. Вместо того, чтобы подпитывать испанскую экономику, американское серебро сделало страну крайне зависимой от иностранных ресурсов, как сырья, так и промышленных товаров.

Битва при Лепанто, ознаменовавшая конец доминирования османского флота в Средиземном море

Като-Камбрезийский мир 1559 года завершил войну с Францией, при этом Испания получила значительные преимущества. Тем не менее, государственная казна была пуста и в том же году было объявлено о банкротстве. Амбиции Филиппа II значительно превышали возможности страны оплачивать их, несмотря на то, что серебро из Мексики и Перу несколько смягчали ситуацию. И всё же большая часть поступлений в казну была от налогов и акцизов. Османская империя давно угрожала владениям Габсбургов в Австрии и северо-западной Африке, ранее в ответ на османскую угрозу Фердинанд и Изабелла посылали экспедиции в Северную Африку, захватив Мелилью в 1497 году и Оран в 1509 году. Карл предпочитал сражаться с Османской империей преимущественно на море, препятствуя османским высадкам на венецианских территориях в восточном Средиземноморье. Только в ответ на набеги на восточное побережье Испании Карл лично возглавил нападения на османские владения в Северной Африке в 1545 году. В 1560 году Османская империя нанесла поражение испанскому флоту у берегов Туниса, но в 1565 турки, высадившиеся на стратегически важном острове Мальта, потерпели поражение от защищавших его госпитальеров. Смерть Сулеймана Великолепного в следующем году и восхождение на престол куда менее способного правителя Селима II была на руку Филиппу, который решился перенести боевые действия к турецким берегам. В 1571 году смешанный флот из испанских, венецианских и папских кораблей под командованием незаконного сына Карла Хуана уничтожил османский флот в битве при Лепанто, крупнейшем морском сражении в европейских водах после сражения у Акциума в 31 году до н. э. Эта победа значительно снизила османскую угрозу европейским территориям, особенно в западном Средиземноморье, а потеря опытных моряков дала значительное преимущество европейским флотам. Тем не менее турки успешно восстановили свой флот в течение года и с его помощью восстановили позиции Османской империи над большей частью средиземноморского африканского побережья и восточных островах. Филиппу не хватало ресурсов, чтобы вести войну одновременно в Нидерландах и с Османской империей, и сложное положение в Средиземноморье сохранялось до подписания в 1580 году мирного договора
Спокойное время для Мадрида продолжалось недолго. В 1566 году восстания, поднятые кальвинистами в Испанских Нидерландах (большая часть которых соответствует территории современных Нидерландов и Бельгии, эти земли Филипп унаследовал от Карла и его предков по бургундской линии) привели к проведению герцогом Альбой военной кампании для восстановления порядка. Альба устроил в Испанских Нидерландах кровавый террор. В 1568 году Вильгельм I Оранский предпринял неудавшуюся попытку прекратить тиранию Альбы в Нидерландах. С этого началась Восьмидесятилетняя война, которая завершилась обретением независимости Соединёнными провинциями. Испанцы, которые получали существенные доходы от Нидерландов и в частности от важнейшего порта Антверпена, были решительно настроены восстановить порядок и удержать провинции. В 1572 году флотилия голландских каперов, известных как морские гёзы захватила ряд голландских прибрежных городов, которые после этого объявили о своей поддержке Вильгельма и вышли из-под власти Испании.

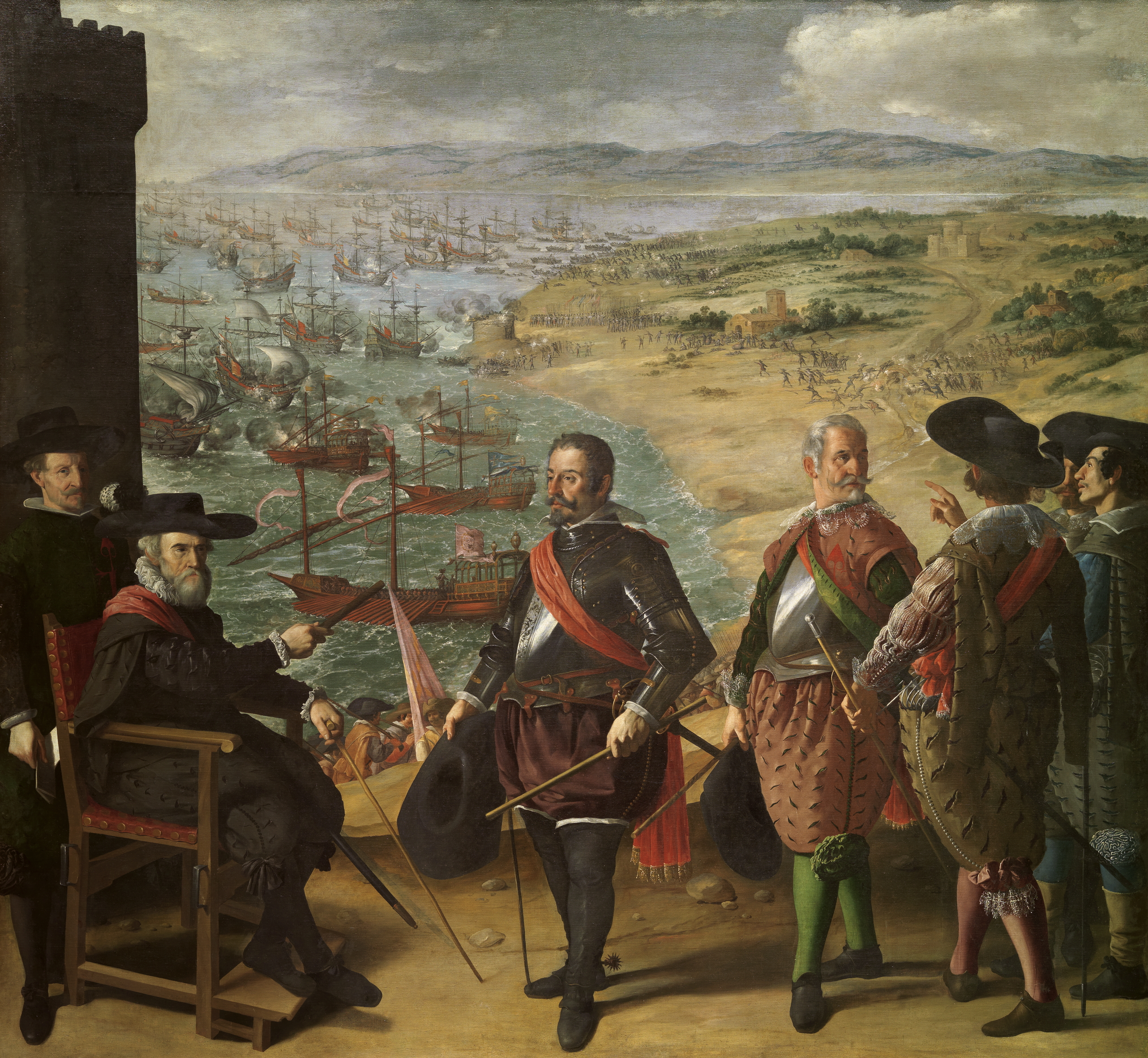
Франсиско де Сурбаран Оборона Кадиса

Для Испании война стала затяжной проблемой. В 1574 году испанская армия под командованием Луиса де Рекесенс-и-Суньиги вынуждена была снять осаду Лейдена после того, как голландцы разрушили дамбы, которые удерживали воды Северного моря от затопления провинций, расположенных ниже уровня моря. В 1576 году перед лицом необходимости выплатить жалование своей 80-тысячной оккупационной армии в Нидерландах и огромному флоту, одержавшему победу при Лепанто, Филипп был вынужден объявить банкротство. Вскоре после этого армия в Нидерландах взбунтовалась, захватила Антверпен и стала грабить южные Нидерланды, в результате чего несколько городов, изначально не принимавших участия в волнениях, присоединились к восставшим. Испания пошла по пути переговоров, и в большей части южных провинций мир был восстановлен в 1579 году подписанием Аррасской унии.
Аррасская уния предписывала всем испанским войскам покинуть южные Нидерланды. Тем временем Филипп II вынашивал планы объединить Иберийский полуостров под своей властью, что было давней целью испанских монархов. Такая возможность возникла в 1578 году, когда португальский король Себастьян I ушёл в безрассудный крестовый поход против Марокко. Экспедиция завершилась катастрофой: Себастьян I погиб в битве трёх королей. Его престарелый дядя Энрике правил страной до своей смерти в 1580 году. При том, что, что Филипп долго готовил переворот в Португалии, он считал необходимым приступить к военной оккупации под командованием герцога Альбы. Филипп получил титул короля Португалии, но страна сохранила автономию, собственные законы, валюту и аппарат управления. Тем не менее, Португалия утратила независимость во внешней политике, и при этом отношения между двумя странами стали как никогда близкими.
Франция была краеугольным камнем испанской внешней политики, так как потенциально обладала очень большой силой, будучи враждебно настроенной к Испании. Однако в течение 30 лет после подписания Като-Камбрезийского мира её сотрясали гражданские войны. Филипп, не ведя агрессивных действий, наблюдал за этими войнами, предоставляя помощь Католической лиге, но иногда помогая также протестантам, если видел, что может извлечь из этого выгоду. После 1590 года Испания вторгается непосредственно на французские территории, выигрывает сражения, но не может помешать Генриху Наваррскому стать королём Генрихом IV. К большому разочарованию для Филиппа папа Климент VIII разрешил Генриху вернуться в лоно католической церкви.

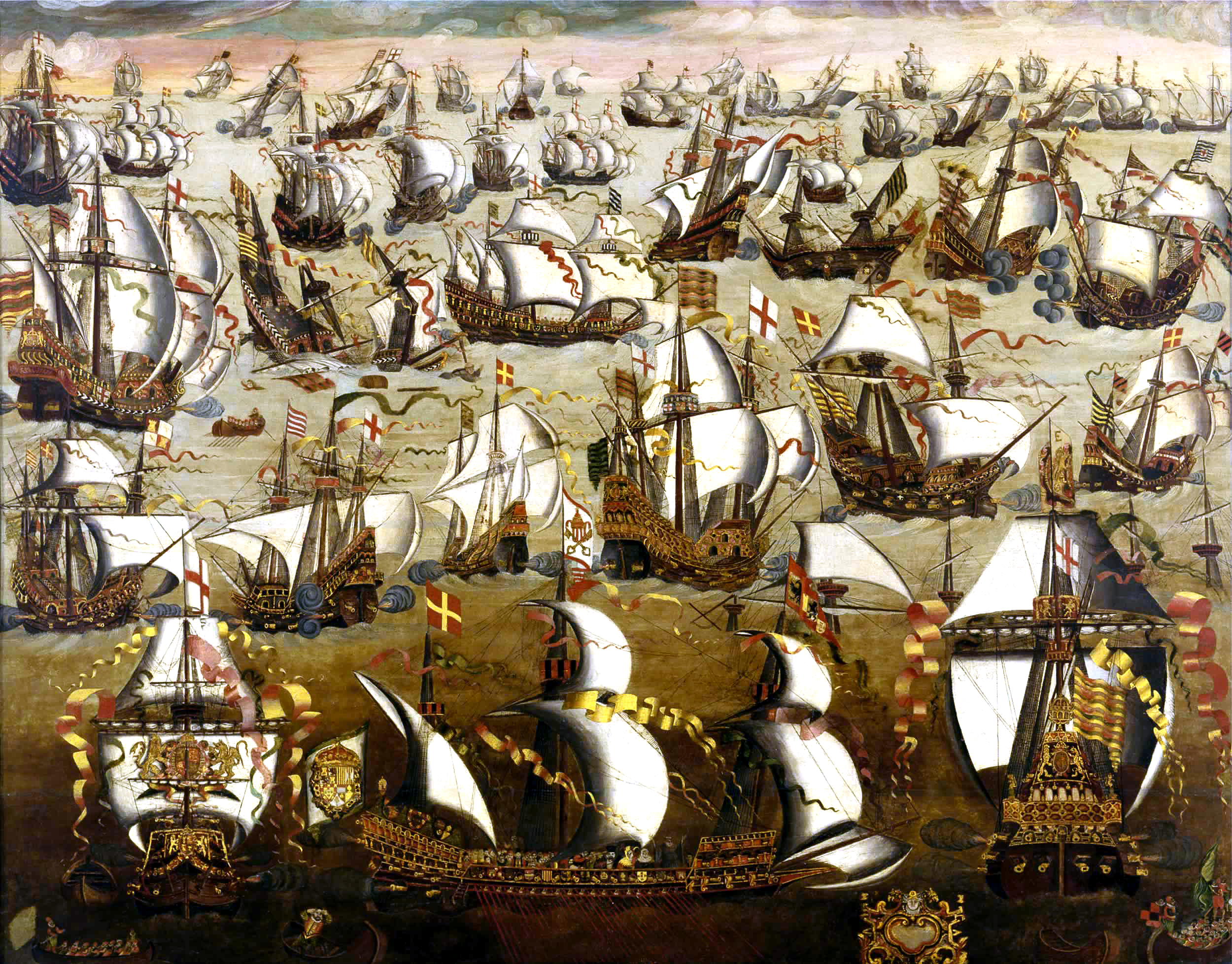
Непобедимая армада (1588)

Удержание под контролем Португалии требовало содержания оккупационных войск, а в Испании финансовое положение было очень стеснённым после банкротства 1576 года. В 1584 году Вильгельм I Оранский был убит фанатичным католиком Бальтазаром Жераром, и, казалось бы, смерть популярного лидера голландского сопротивления должна была положить конец войне; однако этого не случилось. В 1586 году английская королева Елизавета I поддержала протестантское движение в Нидерландах и Франции, и Фрэнсис Дрейк начал нападения на испанские торговые суда в Карибском море и на Тихом океане, а в 1587 году он совершил дерзкое нападение на порт Кадис. Франция и Англия также поддержали претендента на португальский трон Антонио из Крату. В 1588 году, рассчитывая остановить вмешательство Елизаветы в испанские дела, Филипп отправил Испанскую армаду к берегам Англии. Армадой, которая насчитывала 130 кораблей, на борту которых было 30 тысяч человек, командовал привлекательный, но некомпетентный герцог Медина-Сидония. Целью армады была доставка испанских войск из Нидерландов для вторжения в Англию, несмотря на то, что Испания не имела глубоководных портов в Северном море. После трёх дней сражения с превосходящим английским флотом армада отступила и была вынуждена вернуться назад, совершив переход вокруг побережья Шотландии и Ирландии, потеряв многие суда в штормах. Только половина флота смогло вернуться в Испанию. Однако на следующий год английской экспедиции в Португалию было нанесено сокрушительное поражение.
Испания прилагала усилия для поддержания религиозных войн во Франции после смерти Генриха II. В 1589 году Генрих III, последний король из династии Валуа, был убит религиозным фанатиком Жаком Клеманом. На трон после него взошёл Генрих Наваррский, первый французский король из династии Бурбонов, человек больших способностей, одержавший победы в ключевых сражениях с Католической лигой при Арке(1589) и при Иври (1590). В попытке помешать Генриху стать королём Франции испанцы разделили свою армию в Нидерландах и вторглись во Францию в 1590 году.

### «Бог — испанец» (1596—1626)

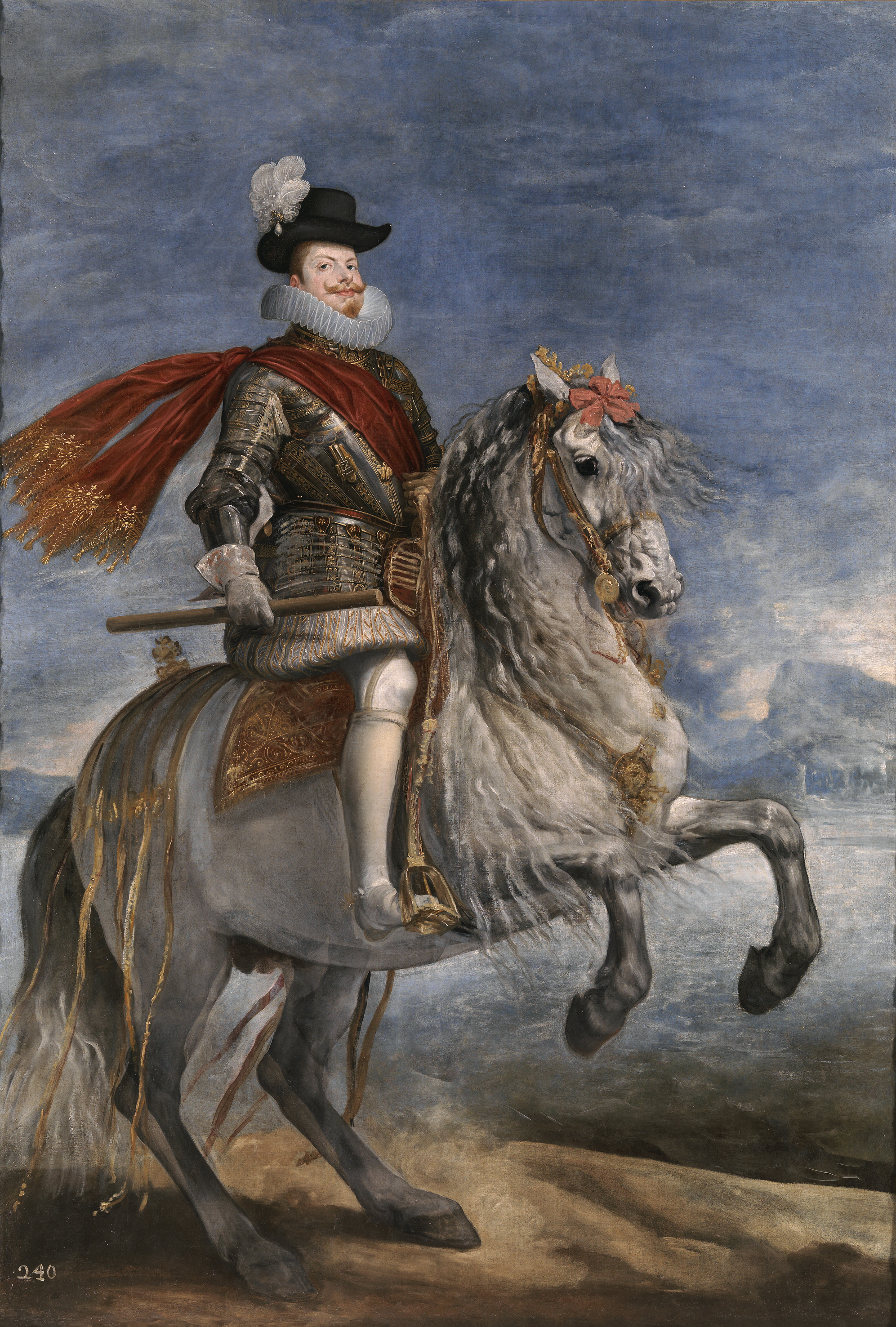
Король Филипп III Испанский (прав. 1598—1621), Диего Веласкес, 1635, Прадо.

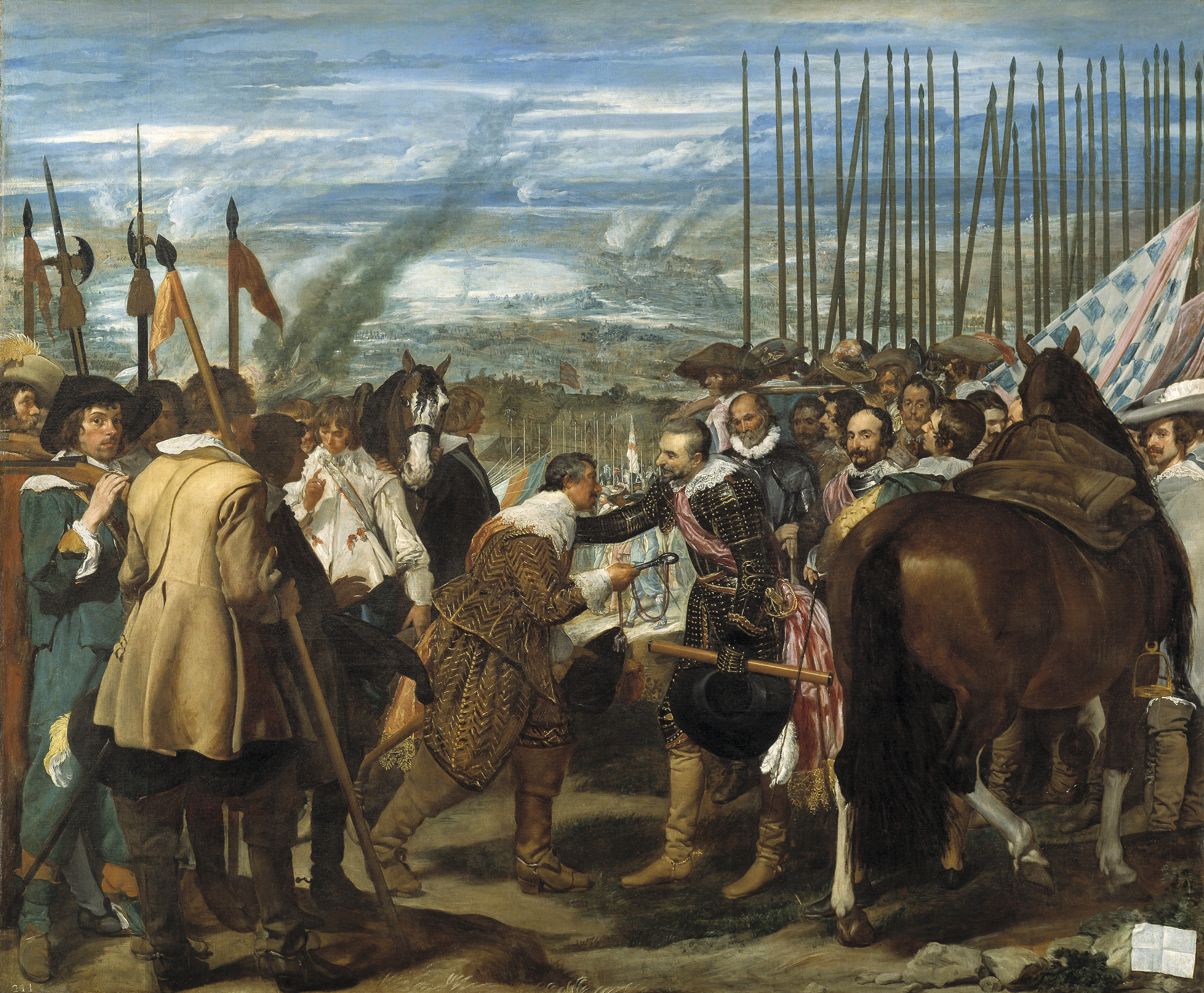
«Сдача Бреды», Диего Веласкес, 1634-35, Прадо.

Одновременно ведя войну с Францией, Англией и в Нидерландах, в каждом случае имеющих способных главнокомандующих, уже ранее перенёсшая банкротство Испания оказалась в тяжелейшем положении. Ни серебро Нового Света, ни постоянно растущие налоги не могли покрыть расходы на ведение этих войн, поэтому правительство снова объявило банкротство в 1596 году. Чтобы спасти государственную казну были сокращены контингенты войск, принимавших участие в военных кампаниях, а высвободившиеся войска стали выполнять главным образом оборонительные задачи. В 1598 году, незадолго до своей смерти, Филипп II, зная, что его конец близок, заключил мир с Францией, отведя свои войска с французских территорий и прекратив финансирование Католической лиги, а также признав Генриха IV законным королём Франции (после его перехода в католичество). Тем временем Кастилию охватила эпидемия чумы, унёсшая жизни полумиллиона человек. Но несмотря на то, что XVII столетие Испания встретила в очень тяжёлом положении, она по прежнему была безусловно доминирующим европейским государством.
Филипп III унаследовал трон своего отца в 1598 году, и поскольку был избалован своим отцом, был слабым человеком, не интересующимся политикой и правлением государством, предпочитая расточительные придворные увеселения и религиозные службы. Он нуждался в ком-то, кто мог бы за него исполнять его обязанности, и он выбрал для этого герцога Лерму, человека амбициозного, и, из-за неспособности Филиппа III контролировать государственные дела, коррумпированного. Комбинация Филиппа III и Лермы имела весьма негативные последствия для государства на протяжении всего времени правления Филиппа III.
Под влиянием Лермы правительство Филиппа III прибегло к тактике, которой противился Филипп II, покрывать дефицит бюджета за счёт массового выпуска всё более и более низкопробных биллонов, что вызвало неконтролируемую инфляцию. В 1607 году правительство снова оказалось перед лицом банкротства, но, несмотря на обещания Филиппа, биллоны продолжали периодически выпускаться.
Мир с Англией и Францией позволил Испании сосредоточиться на восстановлении её прав на правление голландскими провинциями. Голландцы под предводительством Морица Оранского, сына Вильгельма Молчаливого и, возможно, лучшего стратега своего времени, после 1590 года захватили ряд приграничных городов, в том числе крепость Бреду. Так как с Англией был заключен мир, новый испанский главнокомандующий Амброзио Спинола направил все усилия против восставших голландцев. Спиноле, военачальнику талантом сравнимому с Морицем, помешало захватить Нидерланды только очередное банкротство Испании в 1607 году. К тому времени испанская армия в такой степени обладала военной инициативой, что Соединённые провинции были вынуждены пойти на подписание Двенадцатилетнего перемирия в 1609 году.
Испания получила возможность восстановиться во время перемирия, поправить финансовое положение и многое сделать для поднятия престижа и восстановления стабильности; это было последнее перемирие в большой войне, в которой она могла выступать как сильнейшее государство. В Испанских Нидерландах правила дочь Филиппа II, инфанта Изабелла Клара Евгения, и её муж, эрцгерцог Альбрехт, которым удалось восстановить стабильность в стране и смягчить антииспанские настроения. Однако Филипп III и Лерма не обладали должными способностями к ведению внешней государственной политики. Они продвигали абсурдную идею посадить инфанту Изабеллу на английский трон после смерти королевы Елизаветы и отправили ограниченный экспедиционный корпус в Ирландию на помощь поддерживающих Испанию мятежников. Английская армия легко их разбила, но затяжная война стоила Англии больших денежных затрат, военных потерь и снижению духа нации: наследник Елизаветы Яков I захотел начать своё правление с чистого листа. Война, продолжавшаяся между двумя странами с 1585 года, наконец завершилась. В 1610 нависла угроза войны с Францией, однако вскоре Генрих IV погиб от руки религиозного фанатика, и в стране опять разразилась гражданская война. До 1630 года в Испании сохранялась внутренняя стабильность, и она занимала доминирующее положение в Европе, во многом благодаря тому, что её враги были дезорганизованы и разделены. Тем временем враги Лермы сместили его с должности в 1617 году, а Бальтасар де Суньига стремился проводить более агрессивную внешнюю политику.

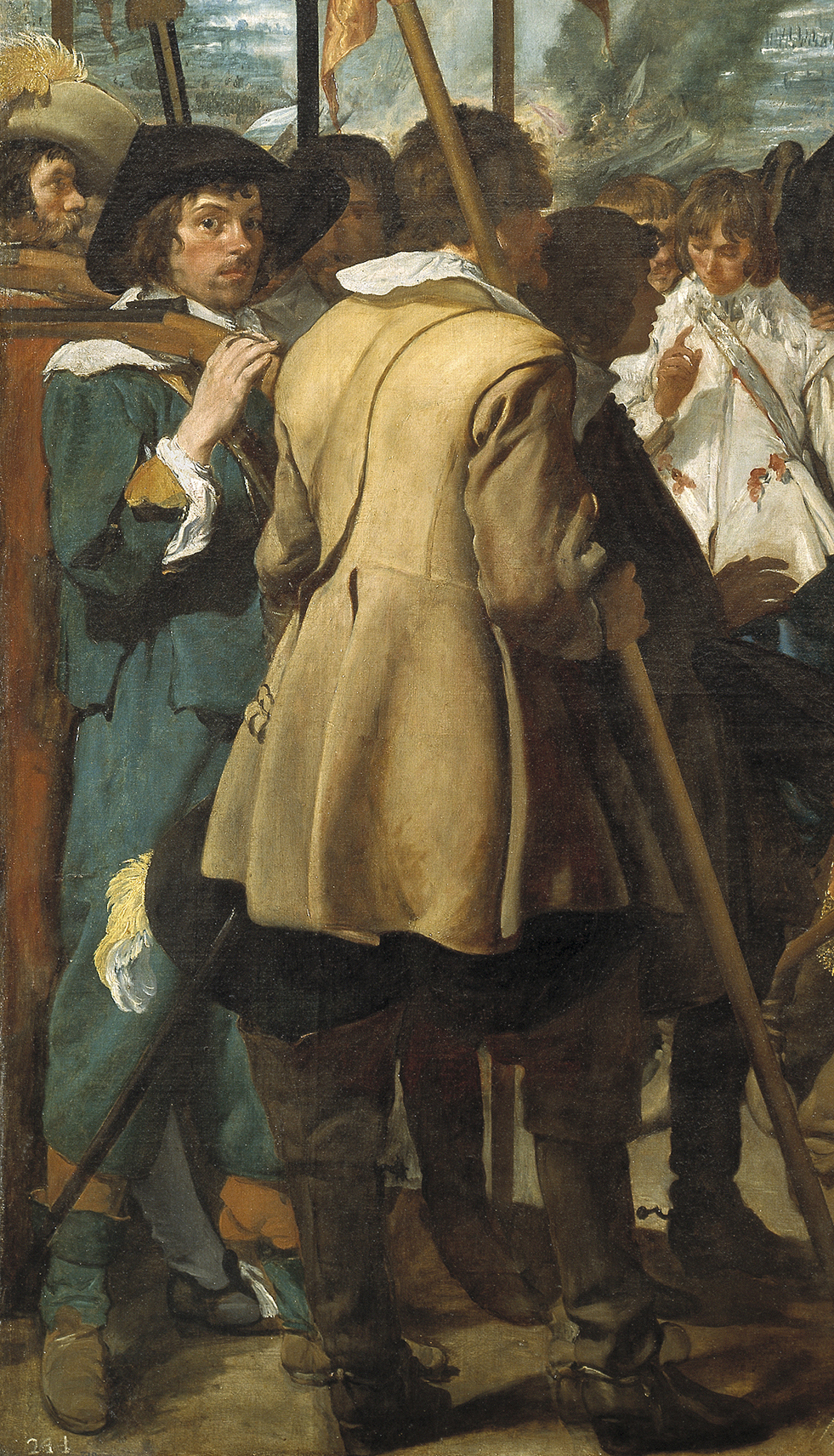
Голландские солдаты: фрагмент картины «Сдача Бреды», Диего Веласкес, 1634-35, Прадо.

В 1618 году после Пражской дефенестрации Австрия и император священной Римской империи Фердинанд II начали кампанию против Протестантской унии и Богемии. Суньига подстрекал Филиппа вступить в войну на стороне Австрийских Габсбургов, и Амброзио Спинола, восходящая звезда испанской армии, был отправлен во главе Фламандской армии для участия в конфликте. Таким образом, Испания вступила в Тридцатилетнюю войну.
В 1621 году Филипп III умер и на престол взошёл его сын Филипп IV. Военная партия получила такое сильное влияние, как никогда до этого. На следующий год Суньигу сменил Гаспар де Гусман Оливарес, талантливый государственный деятель, считавший, что причина всех неудач Испании кроется в Голландии. Спустя некоторое время, которое понадобилось Испании для вступления в войну, богемцы были разбиты на Белой Горе в 1621 году и при Штадтлоне в 1623 году. Война с Нидерландами возобновилась в 1621 году, а в 1625 Спинола захватил крепость Бреда после осады. Вступление в войну датского короля Кристиана IV вызвало большое беспокойство (Кристиан был одним из немногих европейских монархов, не имевших проблем с финансами), но победы имперского генерала Альбрехта фон Валленштейна над датчанами при Дессау и при Луттере в 1626 году ликвидировали угрозу. У Мадрида возникла надежда, что Нидерланды могут снова влиться в империю, а после поражения Дании протестанты в Германии казались покорёнными. Во Франции снова возникла внутренняя нестабильность (в 1627 году началась знаменитая осада Ла-Рошели), и положение Испании снова, казалось, достигло прежних высот. Граф-герцог Оливарес в те дни сказал: «Сегодня бог сражается на нашей стороне, потому что он — испанец!» и многие противники Испании могли бы с этим согласиться.

### На пути к Рокруа (1626—1643)

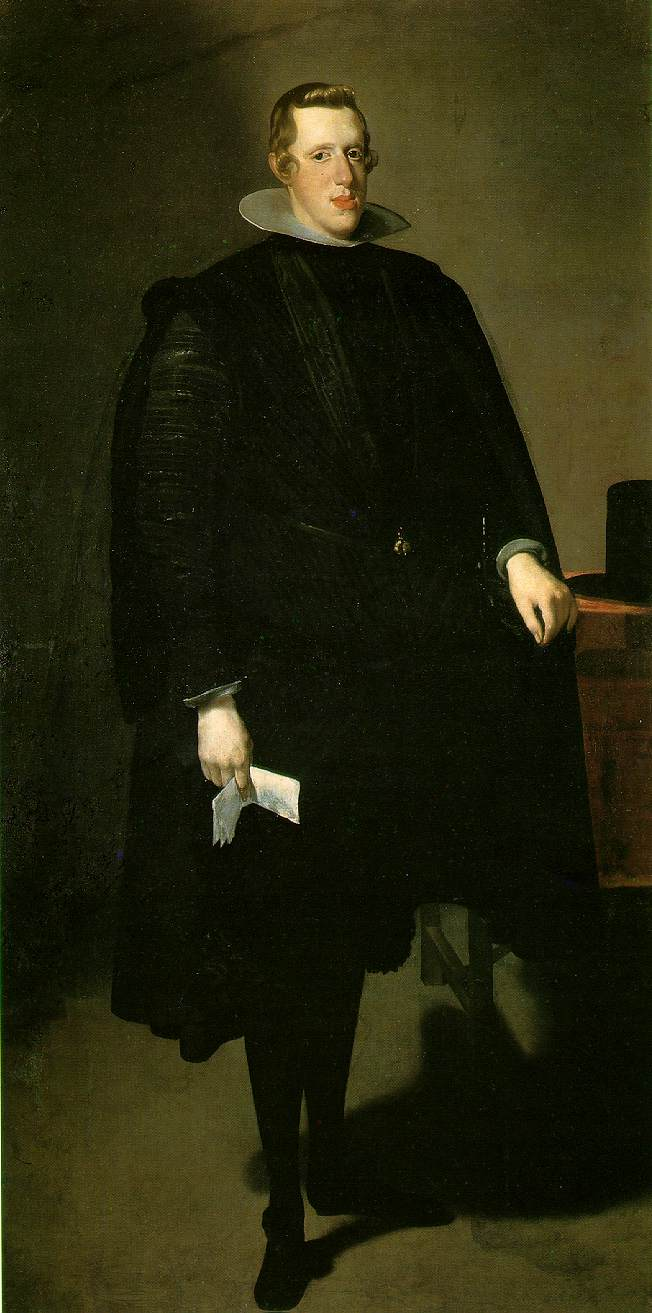
Король Филипп IV (прав. 1621—1665), картина Веласкеса

Оливарес был человеком, значительно опередившим своё время; он осознавал, что Испании необходимы реформы, а для реформ нужен мир. Уничтожение Объединённых провинций Нидерландов был одним из необходимых шагов, так как любая антигабсбургская коалиция финансировалась на голландские деньги: голландские банкиры стояли за ост-индскими купцами Севильи, и повсюду в мире голландские предприниматели и колонисты подрывали гегемонию Испании и Португалии. Спинола во главе испанской армии сфокусировал свои усилия в Нидерландах, и казалось, что война закончится в пользу Испании.
В 1627 году кастильская экономика находилась в состоянии упадка. Испанцы прибегли к порче монет для оплаты военных расходов, и в Испании цены взлетели, как и годом ранее в Австрии. До 1631 года в результате валютного кризиса в Кастилии получила развитие бартерная экономика, и правительство не смогло собрать значимую сумму налогов с крестьян, оказавшись в полной зависимости от колониального (Серебряного флота). Испанские армии в Германии прибегли к практике самостоятельной добычи всего необходимого в землях, где они стояли. Оливареса, который поддержал определённые меры по сбору налогов в Испании на время войны, впоследствии обвиняли за сомнительную и бесплодную войну в Италии. Голландцы, которые во время Двенадцатилетнего перемирия получили значительное превосходство на море, продолжали разрушать испанскую и (особенно) португальскую морскую торговлю, от которой Испания полностью зависела после экономического коллапса. Испания, ресурсы которой истощились, всё больше и больше была уязвима для морских угроз. Испанские победы в Германии и Италии более не играли большого стратегического значения, а их флот начал нести особенно тяжёлые потери.
В 1630 году шведский король Густав II Адольф, один из лучших военачальников своего времени, высадился в Германии и снял осаду с порта Штральзунд, который был последней твердыней на континенте, удерживаемой германскими войсками, враждебными Императору. Затем Густав двинулся на юг, одержав победы в битвах при Брейтенфельде и при Лютцене, оказав делу протестантов большую поддержку, продвинувшись так далеко. Ситуация для католиков улучшилась со смертью Густава под Лютценом в 1632 году и сокрушительной победой имперских войск под командованием Фердинанда Австрийского и Фердинанда II Венгерского в при Нёрдлингене в 1634 году. Используя положение более сильной стороны, в 1635 году император предложил уставшим от войны германским государствам мир; его многие приняли, включая два самых могущественные, Бранденбург и Саксонию.
Кардинал Ришельё являлся сильным союзником голландцев и протестантов с самого начала войны, помогая им финансово и вооружением в стремлении остановить рост могущества Габсбургов в Европе. Ришельё решил, что подписанный Пражский мир противоречит интересам Франции и объявил войну императору Священной Римской империи и Испании через несколько месяцев после подписания мирного договора. Более опытным испанским войскам в начале кампании сопутствовал успех; Оливарес молниеносно начал наступление в северной Франции из Испанских Нидерландов, рассчитывая пошатнуть решимость министров Людовика XIII и сместить Ришельё до того как война истощит испанские финансы и французы смогут использовать все свои военные ресурсы. В 1636 году, «année de Corbie», испанские войска продвинулись на юг до Амьена и Корби, создав угрозу Парижу и едва не завершив войну в столь краткие сроки.

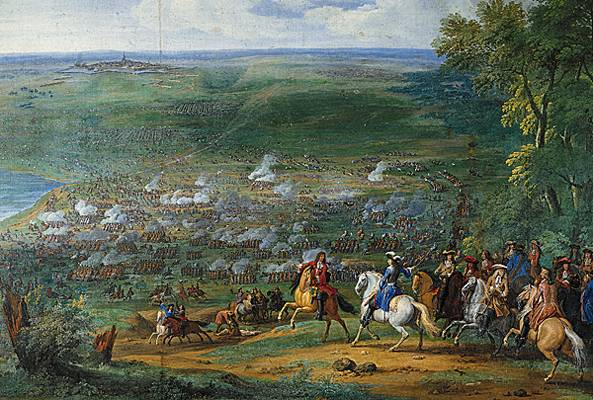
Битва при Рокруа (1643) — символический конец величия Испании.

Тем не менее, после 1636 года Оливарес, опасаясь нового банкротства страны, остановил продвижение. Испанская армия за всю свою историю не проходила так далеко. Французы получили передышку, которой воспользовались для мобилизации своих войск. В сражении у Даунса в 1639 году испанский флот потерпел сокрушительно поражение от голландцев, и испанцы не смогли перебрасывать подкрепления и снабжение для своей армии в Нидерландах. Испанская Фламандская армия, в рядах которой были лучшие испанские солдаты и командиры, встретилась с французским авангардом под командованием принца де Конде в северной Франции у Рокруа в 1643 году. Испанцы, которыми командовал Франсиско де Мело, были разбиты наголову. Одна из лучших и самых известных армий потерпела полное поражение на поле боя. Миф о непобедимости испанцев был разрушен.

### Последние испанские Габсбурги (1643—1700)
В 1640-е годы при поддержке французов каталонцы, неаполитанцы и португальцы подняли восстания против Испании. Испанские Нидерланды требовалось обеспечить надёжной защитой, так как после битвы под Лансом в 1648 году они оказались зажаты между голландскими и французскими войсками, поэтому Испания заключила Вестфальский мир с голландцами, в котором признала независимость Соединённых провинций; этим мирным договором закончились Восьмидесятилетняя и Тридцатилетняя войны.
Оливарес попытался погасить каталонское восстание интервенцией в южную Францию, которая не имела иной цели, кроме того, чтобы вынудить каталонцев объединиться с правительством Испании против традиционного врага. Однако каталонцы не пошли на поводу у Оливареса и отказались принимать участие в кампании. Расквартировывание испанских солдат в Каталонии только усугубило ситуацию, каталонцы приняли решение отделиться от Испании и объединиться с Францией, как это было уже однажды в средние века. Вскоре французские войска прибыли в Каталонию, но когда возобновилась гражданская война (Фронда) они вернулись обратно, их разрозненные силы были вытеснены в 1652 году войсками каталонцев и испанских Габсбургов. Французское правление оказалось даже более жестоким, чем правление испанских Габсбургов, и каталонцы предпочли к ним вернуться при условии соблюдения их прав и автономии. Испанские Габсбурги могли даже выйти из борьбы, когда каталонцы были на вершине успеха, но последние упустили возможность подписания очень выгодного мирного договора в 1656 году. Вместо этого, вместе с возвратом большей части Каталонии и более ранними успехами в Италии, а также воспользовавшись временными внутренними неурядицами во Франции из-за Фронды, каталонцы только вдохновили их продолжать борьбу за возврат оставшихся утраченных территорий, несмотря на очевидное истощение обеих сторон.
В войну вступила Англия и оккупировала Ямайку. Длительная, сумбурная и изнуряющая борьба завершилась битвой в дюнах (1658), в которой французская армия под командованием виконта де Тюренна (с английской помощью) нанесла поражение остаткам испанской армии в Нидерландах. Испания в 1659 году подписала Пиренейский мир, по которому уступила Франции Руссильон, Фуа, Артуа и большую часть Лотарингии.
Тем временем португальцы воспользовались каталонским восстанием, объявив независимость в 1640 году. 60 лет унии Испании и Португалии не были для последней годами процветания. Если Филипп II посещал Португалию дважды, то Филипп III и Филипп IV никогда не пересекали её границы. Португальское дворянство могло извлекать выгоды от унии, но низшие сословия и духовенство всегда ненавидели испанцев. Испанцев, испытывавших трудности во всех своих владениях, упрекали за неспособность обеспечить защиту португальских заморских колоний от голландцев (аннексировавших часть Бразилии) и за то, что во время экономического спада испанские колонии не стремились торговать и жестко конкурировали с португальскими контрагентами. Более того, степень автономности Португалии как равной в унии снизилась после Филиппа II и Португалия всё более превращалась в обычную провинцию империи. Во время объявления Португалией независимости и восхождения на португальский трон герцога Брагансы под именем Жуана IV Испания была занята усмирением беспорядков в Андалузии и ничего не могла противопоставить этому.
Португальская революция была одним из факторов, вынудивших Испанию заключить мир с Францией в 1659 году. Однако из-за того, что правительство объявляло о банкротстве в 1647 и 1653 годах, знать ничего не сделала для финансовых и налоговых реформ. Португальцы своими победами в 1663 году при Амейшьяле и в 1665 у Вила-Висозы защитили свою независимость, и в 1668 году Испания признала суверенитет Португалии. Война с Португалией снова привела к массовой штамповке порченных монет.

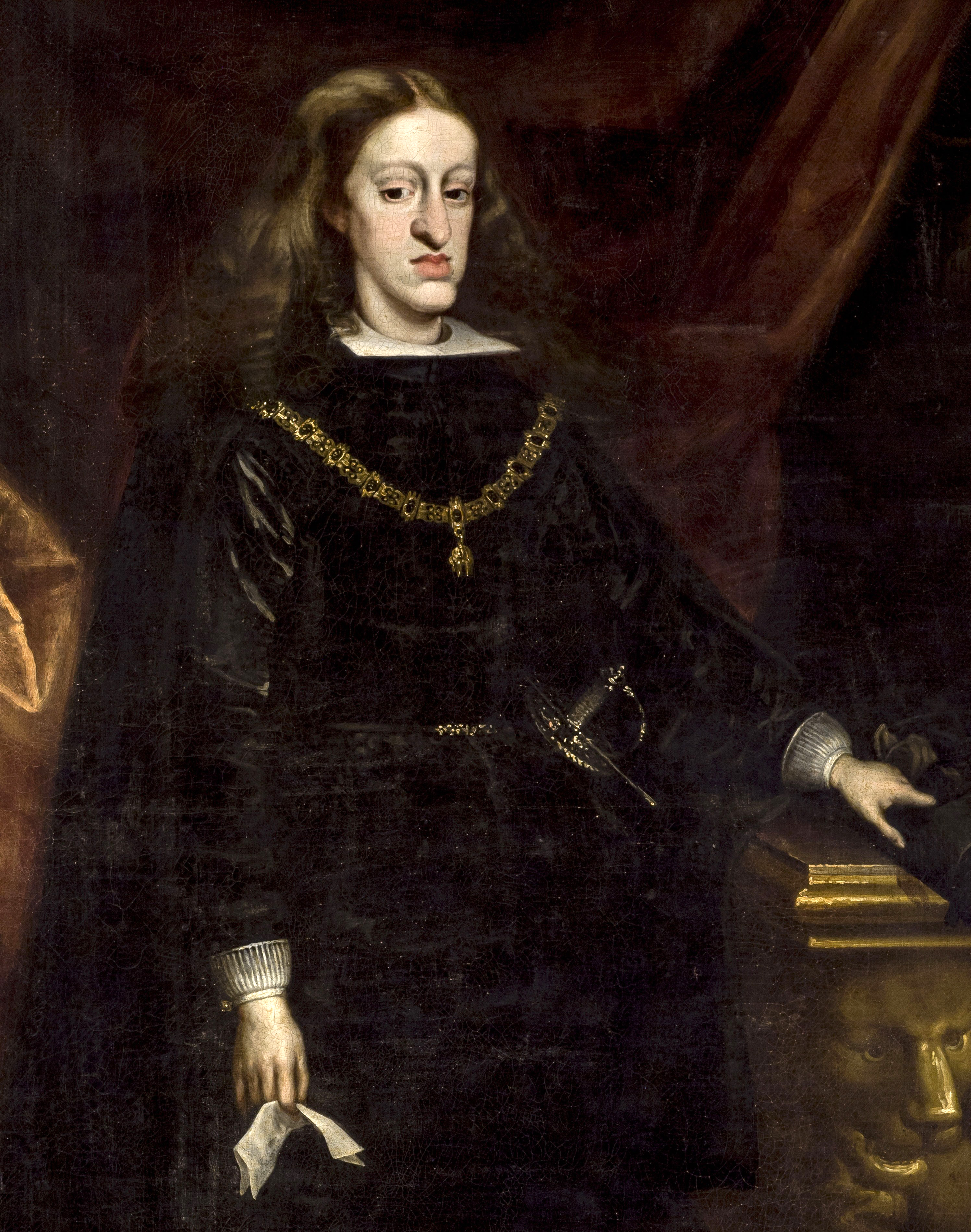
Хуан Карреньо де Миранда. Портрет Карла II (1685 год), последнего Габсбурга на испанском троне.

Филипп IV, который на протяжении всей своей жизни наблюдал упадок Испанской империи, со временем впал в депрессию после отставки своего фаворита Оливареса в 1643 году.
После смерти 16-летнего наследника Бальтазара Карлоса в 1646 году в Испании возник серьёзный династический кризис. Опасавшийся смуты из-за отсутствия наследника мужского пола Филипп IV решил вновь жениться, поскольку его жена Изабелла Французская умерла в 1644 году. В 1649 году Филипп IV женился на невесте умершего сына, своей 15-летней племяннице эрцгерцогине Марианне из австрийской ветви Габсбургов. В этом союзе родились несколько детей, из которых выжили инфанта Маргарита Тереза и Карл. Король Филипп скончался в 1665 году, оставив трон наследнику Карлу при регентстве королевы Марианны, а королевство — в состоянии неопределённости после длительного и проблемного правления.
Вследствие дегенерации и редукции предков из-за практики близкородственных союзов в роду Габсбургов наследник Карл с рождения был инвалидом, страдал эпилепсией, бесплодием и другими болезнями, наследовал характерную габсбургскую губу. Прозвище «Зачарованный» (El Hechizado) король получил из-за бытовавшего в ту пору мнения, что его физические и психические расстройства вызваны колдовством или демоническим влиянием. Королём манипулировали различные политические силы. Бо́льшую часть царствования регентшей была его мать. На короткое время его валидо, единокровный брат, дон Хуан Хосе смог поднять престиж Испании. Однако большинство валидо были малокомпетентны и корыстны, редким исключением был граф Оропеса, который смог (несмотря на разрушительные последствия дефляции) стабилизировать валюту. Кроме того, он пытался ослабить власть инквизиции (которая, однако, просуществовала до 1808 года) и стимулировать экономическое развитие.
Так или иначе, испанская экономика (особенно кастильская) пребывала в глубоком кризисе, население страны в течение XVII века уменьшилось на около 2 миллионов человек. Отчасти причиной тому были вспышки чумы, отчасти — непрерывные войны. Кроме того, уровень жизни крестьян был настолько низким, что они не стремились заводить много детей. Период 1677—1686 годов был наихудшим: голод, чума, природные катастрофы и хаос в экономике. Росла эмиграция в Новый Свет. Закончился золотой век испанской культуры.
Франция к этому времени была сильной и объединённой под властью короля Людовика XIV, и после Пиренейского мира (1659) сместила Испанию с места сильнейшей державы Европы. За этот период произошло три военных конфликта: Деволюционная война (1667—1668), франко-голландская война (1672—1678) и война Большого альянса (1688—1697). Несмотря на то, что Испания в результате этих войн потеряла только Франш-Конте, они продемонстрировали её слабость, и Людовик XIV (а также другие европейские правители) вынашивали планы получения её территорий после смерти Карла II, так как у него не было детей и линия испанских Габсбургов прервалась на нём. Карл умер 1 ноября 1700 года в возрасте 38 лет.

## Испанское общество и инквизиция (1516—1700)

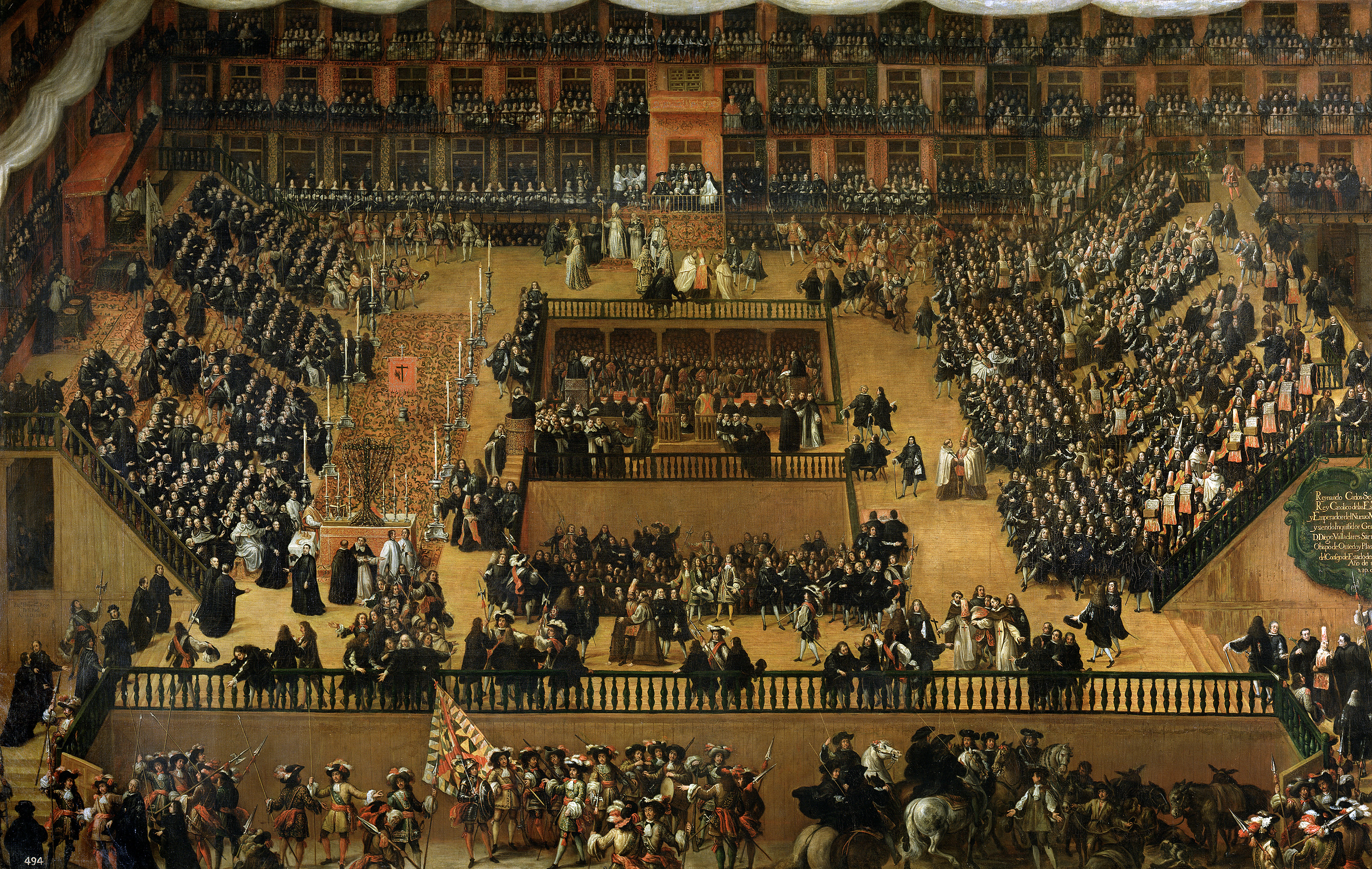
Франциско Риси. Аутодафе (1683)

Испанская инквизиция формально начала работу при правлении Католических королей и продолжалась при наследовавших им Габсбургах, прекратила существование только в XIX веке. При правлении Карла I инквизиция стала отдельным департаментом испанского правительства, и её влияние в течение XVI века всё увеличивалось.
Несмотря на то, что практика применения пыток в Европе была вполне обычной, инквизиция в Испании поощряла коррупцию и предательство, что стало важнейшим фактором упадка испанского могущества. Донос в инквизицию был обычным методом действия врагов, ревнивых друзей и даже способом усилить своё влияние или завладеть чужим имуществом. Обвинение, даже если оно было голословным, приводило к долгому и мучительному испытанию, которое могло растянуться на годы до того, как будет оглашён вердикт, за это время репутация обвиняемого уже была разрушена. Аутодафе было поучающим зрелищем публичного унижения кающихся до того, как их передавали светским властям для проведения казни.
Филипп II значительно расширил возможности инквизиции, важнейшей целью его политики стало укрепление ортодоксальной церкви. В 1559 году, на третий год правления Филиппа, испанским студентам было запрещено путешествовать за границей, на инквизицию были возложены полномочия по цензуре и выл введён запрет на ввоз книг. Филипп решительно пресекал любые попытки развития протестантизма на подконтрольных Испании территориях, проводил неисчислимые мероприятия по запрету и уничтожению лютеранской и кальвинистской литературы в стране, надеясь избежать хаоса, который в то время был во Франции.
Филипп III был даже более фанатичным в вопросе религии, чем его отец, и был убеждён, что если протестанты прибегают к применению оружия, он обязан ответить тем же. Он шёл на любые меры в делах борьбы с еретиками и укрепления испанской гегемонии, даже вмешиваясь в выборы папы, поддерживая происпанских кандидатов. В последнем случае ему трижды способствовал успех: при его поддержке были избраны Урбан VII, Григорий XIV и Иннокентий IX. Однако в четвёртый раз на выборах избрали профранцузского кандидата, будущего папу Климента VIII.
В испанской церкви в XV веке при кардинале Хименесе была проведена чистка: были изгнаны многие священнослужители, чьё поведение не соответствовало церковным требованием, а инквизиция послужила для искоренения многих наиболее радикальных реформаторов, которые хотели внести изменения в богословие по образцу протестантских реформаторов. Таким образом Испания встала на путь контрреформации после периода реконкисты. В Испании сложились два отдельных направления контрреформации, связанные с именами св. Терезы Авильской и баска Игнатия де Лойола. Тереза отстаивала требования строгого монашества и возвращения древних традиций покаяния. Она испытывала мистический экстаз, оказавший впоследствии большое влияние на испанскую культуру и искусство. Игнатий де Лойола, основатель ордена Иезуитов, со своими религиозными качествами и умственными способностями пользовался большим влиянием во всём христианском мире и распространял своё учение по всей Европе. В 1625 году, на вершине испанского могущества, граф-герцог Оливарес основал иезуитскую Colegia Imperial в Мадриде для обучения испанского дворянства гуманитарным и военным наукам.

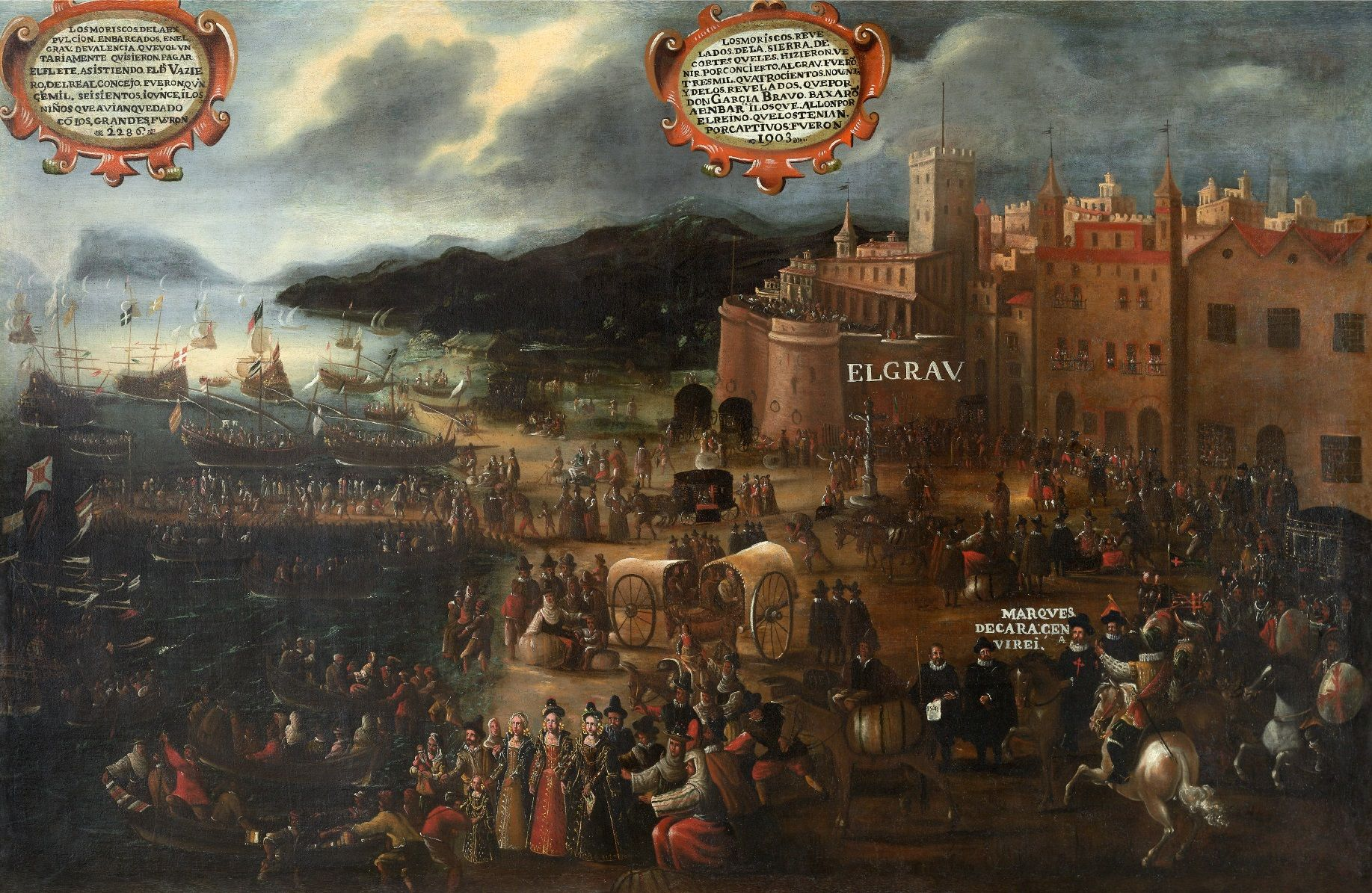
Пере Оромиг. Изгнание морисков из Валенсии (1616)

Морисков южной Испании заставили принять христианство в 1502 году, в дальнейшем, при правлении Карла I, со стороны власти отношение к ним было относительно толерантным. Они занимались своими прежними занятиями, носили традиционную одежду, сохранили язык, а религиозные предписания для них не были слишком жёсткими. (Тем не менее, Карл следовал Limpieza de sangre, закону, который запрещал занимать государственные должности тем, кто относился к новым христианам, морискам и марранам). Филипп II начал возвращать в практику дискриминационные законы, что привело в восстанию морисков в 1568 году. Восстание было подавлено итальянскими войсками под командованием Хуана Австрийского, и даже после этого мориски отступили на плоскогорье и продержались до 1570 года. Последствием восстания стало массовое переселение, во время которого 12 000 христианских поселенцев сменили морисков. В 1609 году по совету герцога Лермы Филипп III изгнал из Испании около 300 тысяч морисков.
Изгнание трудолюбивых евреев, мавров и морисков оказало разрушительный эффект на экономику Испании. Небольшие разрозненные группы морисков жили в большей степени натуральным хозяйством в предгорных бесплодных землях или занимались неквалифицированным трудом по всей стране, где было много безработных.

## Испанское государственное управление (1516—1700)
Испания получила большое, но кратковременное вливание золота из колоний Нового Света, захваченного у побеждённых народов, большую часть которого Карл I использовал для ведения войн в Европе. В 1520-х годах серебро начали добывать на богатых месторождениях Гуанахуато, но только в 1540-е, с началом добычи в Потоси и Сакатекасе, серебро стало настоящим источником богатства, обросшим легендами. Испанцы оставили добычу серебра частным предприятиям, но установили налог, известный как «quinto real», то есть каждый пятый реал поступал в государственную казну. Испанцы преуспели в сборе налогов в своей обширной империи в Новом Свете; все биллоны проходили через Торговый дом в Севилье, и их потоки контролировались Советом Индий. Через контроль поставок альмаденской ртути, необходимой для получения серебра из руды, государство контролировало налоги и управляло фискальной политикой.
Причиной инфляции — как в Испании, так и во всей Европе — в первую очередь был государственный долг, однако величина этого долга постоянно возрастала по мере роста импорта серебра; Карл I вёл большую часть своих войн в кредит, и в 1557 году, через год после его отречения, Испания впервые была вынуждена объявить мораторий на выплату долгов, создав прецедент, который впоследствии неоднократно повторялся с весьма разрушительными для экономики государства последствиями.
Некоторые испанцы с самого начала предполагали осуществлять массовые убийства, порабощение и насильственное обращение в христианство американских индейцев, с другой стороны, такие люди как Бартоломе де Лас Касас отстаивали необходимость более гуманного обращения с ними. Это приводило к многочисленным спорам и правительственным решениям. Бургосские законы, Новые законы и другие законодательные и институциональные изменения несколько облегчили условия жизни американских индейцев, в том числе освободили всех индейцев от рабства, но фактическое исполнение этих законов было сложно проконтролировать из-за большой удалённости колоний.

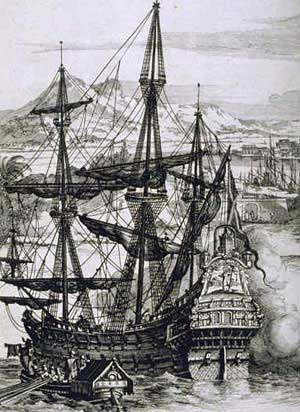
Испанский галеон, символ Испанской морской империи.

Столкнувшись с растущей угрозой пиратства в 1564 году Испания ввела систему морских конвоев, передовую для своего времени, теперь Серебряный флот отплывал из Америки в апреле и августе. Такая технология оказалась весьма успешной. Только два конвоя было захвачено; в 1628 году конвой перехватили голландцы, а в 1656 англичане, однако в это время конвои были лишь тенью тех богатых флотов, которые приходили на пике своей славы в конце предыдущего столетия. Несмотря на то, что конвои никогда не захватывали полностью, они часто подвергались нападениям, в которых несли определённые потери. Но не всё судоходство обширной империи могли защитить большие конвои, поэтому голландские, английские и французские каперы и пираты всегда имели возможность нападать на торговые суда, курсирующие вдоль берегов Америки и Испании и грабить изолированные поселения. Такое пиратство стало особенно бесчеловечным в 1650-е годы, когда жестокость всех противостоящих сторон достигла уровня, запредельного даже по стандартам того времени. Испания также ответила выдачей каперских свидетельств, используя отвоёванный город Дюнкерка в качестве базы дюнкеркских пиратов для нападения на голландские, английские и французские торговые суда. Ещё с большими сложностями столкнулась португальская часть империи, в её африканских и азиатских фортах хронически не хватало людей, и защитить в достаточной мере эти колонии не представлялось возможным: при том, что Испания постоянно вела войну на многих фронтах, она мало что могла сделать для своей обороны. Испании также приходилось иметь дело с Османской империей, поддерживавшей берберское пиратство в Средиземноморье — намного большей угрозой, чем карибское пиратство и азиатское и голландское пиратство в водах Филиппин.
Вопросы, связанные с расширением Испанской империи в Новом Свете, решались в Севилье, без прямого руководства из Мадрида. Карл I и Филипп II были заняты главным образом исполнением своих обязанностей в Европе, поэтому управление американскими колониями было возложено на вице-королей и колониальные администрации, которые имели определённую автономию. Габсбурги рассматривали свои колонии как феодальные ассоциации, а не как составные части Испании. Ни один из испанских королей никогда не посещал свои колонии. Габсбурги, чья семья традиционно управляла разрозненными, не имеющими смежных границ доменами, и была вынуждена предоставлять широкие полномочия местным администраторам, повторяли такую же политику и в Испании, особенно в Стране басков и Арагоне.
Это означало что налоги, развитие инфраструктуры и внутренняя торговая политика определялись независимо в каждом регионе, что приводило к созданию множества внутренних таможенных барьеров и сборов, при этом множество противоречий возникало даже между доменами Габсбургов. Карл I и Филипп II благодаря своей неистощимой политической энергии могли контролировать эти различные местные органы управления, но при более слабых Филиппах III и IV эта система стала разрушаться, а Карл II вообще не был способен ничем управлять. Развитие испанских территорий затрудняло то, что Карл I и Филипп II проводили много времени за границей; большую часть XVI столетия Испания управлялась из Брюсселя и Антверпена, и только во время Нидерландской революции, когда Филипп вернулся в Испанию, он стал проводить большую часть времени в уединении в монастырском дворце Эскориал. Лоскутная империя, удерживающаяся вместе под властью одного короля, имела раздутый бюрократический аппарат, который переставал эффективно работать, когда на трон восходил слабый правитель. Филипп II не доверял знати и отвергал все инициативы, исходящие от них. В то время как поступали предложения по решению таких проблем Испании как ирригация в сельском хозяйстве или стимулирование экономической активности, дворянство, которое никогда не занималось производством, не помышляло о серьёзных реформах.
Карл I, взойдя на трон, вступил в борьбу со своими дворянами во время восстания комунерос, когда он попытался ввести в правительство более эффективных голландских и фламандских чиновников. Это было расценено как попытка воспользоваться ресурсами Кастилии для решения проблем отдалённых владений Габсбургов. Филипп II столкнулся с сильным сопротивлением, когда он попытался укрепить свою власть над Нидерландами, спровоцировав начало революции. Граф-герцог Оливарес, глава правительства Филиппа IV, всегда стремился к централизации управления Испанией, так как в этом видел единственный путь спасения единства страны; Оливарес даже поддерживал окончательное объединение Португалии и Испании, не имея, однако, возможности этот проект осуществить. Без крепкой руки и усердия Карла I и Филиппа II бюрократический аппарат сильно раздулся и стал коррумпированным, а после отставки Оливареса в 1643 году его функционирование стало крайне неэффективным.

## Испанская экономика (1516—1700)

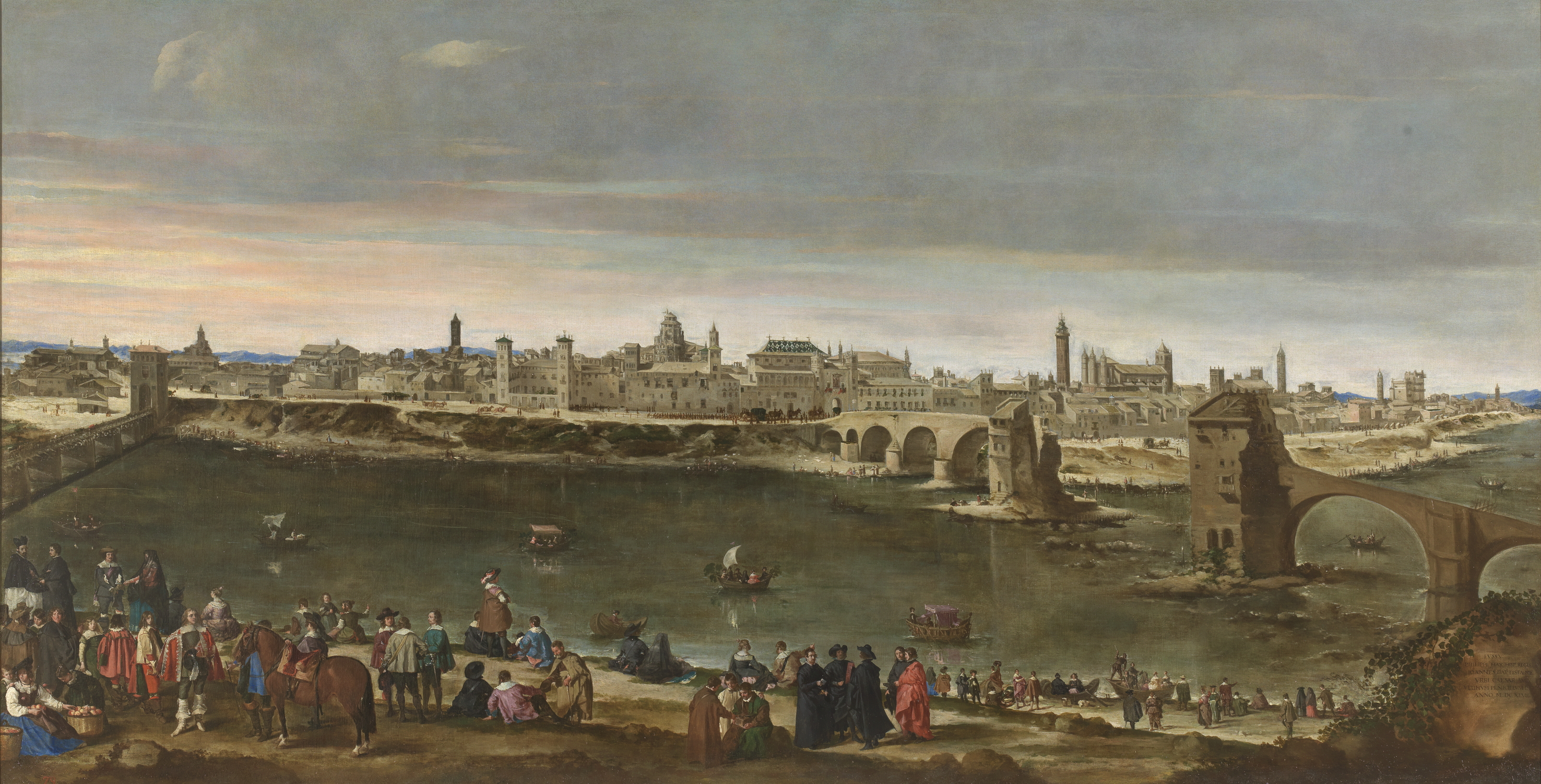
Веласкес. Вид на Сарагосу (1647)

Как и вся Европа, в течение XIV—XV веков Испания страдала от чумы и голода. К 1500 году Европа начала восстанавливаться от этих демографических катастроф, и население начало быстро расти. Например, в Севилье, в которой в 1500 году насчитывалось 60 тысяч жителей, к концу века население перевалило за 150 тысяч. Это был переломный период для испанских городов, у которых появились новые возможности для развития судостроения и торговли в связи с быстрым ростом колониальных владений Испанской империи. XVI век стал временем развития в Испании сельского хозяйства и расцвета торговли. В это время возрастало производство кастильского зерна и шерсти. Кастильское зерно обеспечивало пропитание всё возрастающего населения, а шерсть использовалась в местном текстильном производстве и была объектом выгодной торговли с Нидерландами. Кастильские города Бургос, Сеговия, Куэнка и Толедо процветали благодаря развитию текстильной и металлургической промышленности. Сантандер, расположенный на атлантическом побережье севера страны, разбогател за счёт порта, соединявшего внутренние районы Испании с Северной Европой и судостроения. Южные города, такие как Кадис и Севилья, быстро разрастались за счёт торговли и судостроения в связи с тем, что через них шло сообщение с американскими колониями. Барселона, уже бывшая одним и важнейших европейских торговых портов в средневековье, продолжала развиваться. К 1590 году население Испании стало намного больше, чем сто лет тому назад. Однако в последнее десятилетие века Кастилию преследовали неурожаи и эпидемия чумы в 1596 году, что привело к первому значительному сокращению численности населения; этот цикл будет повторяться несколько раз на протяжении XVII столетия в разных регионах страны.
На протяжении XVI столетия инфляция в Испании (в результате большого государственного долга и, что более важно, притока огромного количества серебра и золота из Нового Света) понизила реальный уровень жизни крестьянства. Средняя стоимость товаров в Испании в XVI веке выросла в пять раз вслед за шерстью и зерном. По сравнению с XX столетием цены в XV веке оставались относительно стабильными, и европейская экономика испытала настоящий шок от так называемой революции цен. Испания, наряду с Англией бывшая крупнейшим производителем шерсти в Европе, сначала получила выгоды от быстрого роста. Однако, как и в Англии, в Испании начались огораживания, из-за которых сократилось производство продовольствия и целые деревни были вынуждены переселиться в города. Высокая инфляция, обременительные войны Габсбургов и множество таможенных пошлин, ограничивающих торговлю внутри страны и с колониями Нового Света, затормозили рост промышленности, которая могла стать альтернативным источником дохода городов. Ещё одним важным фактором был воинственный характер кастильской знати, который сложился в течение столетий реконкисты на Иберийском полуострове. Они стремились делать карьеру на государственной службе, в армии или церкви, избегая ведения хозяйства. Более того, Испания растрачивала своё богатство и человеческие ресурсы на бесконечные войны. При правлении Филиппа II эти войны были направлены в первую очередь против протестантизма, однако в XVII веке стало ясно, что мир больше не будет таким, каким он был до 1517 года. Испанские войны на протяжении всего столетия служили в большей степени сохранению гегемонии Габсбургов и их союзников в Европе; однако необходимо отметить, что альянсу Габсбургов удалось достигнуть определённых успехов для защиты католической церкви от быстро распространяющегося протестантизма.
Овцеводство было характерно в большей степени для Кастилии, с ростом цен на шерсть и при поддержке короля оно продолжало быстро распространяться. Мериносы ежегодно перегонялись с гор севера страны на тёплый юг на зимовку, не обращая внимание на то, что овцы по пути уничтожали урожай на сельскохозяйственных землях. Жалобы крестьян и землевладельцев на гильдию овцеводов, Месту, игнорировались Филиппом II, который получал большой доход от шерсти. В конечном итоге обременённая высокими налогами Кастилия стала бесплодной, а Испания (и Кастилия особенно) стала зависеть от импорта зерна для покрытия дефицита урожая собственного, кроме того, из-за высокой стоимости транспортировки и рисков, связанных с пиратством, товары первой необходимости в Испании стали дороги как никогда. В результате население Испании, и Кастилии в особенности, и так никогда не проживавшее плотно на в целом очень сухом, покрытом горами полуострове, росло намного медленнее, чем во Франции; во времена Людовика XIV население Франции было больше, чем в Испании и Англии вместе взятых.

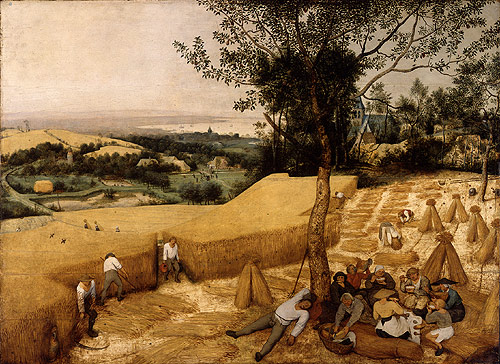
Питер Брейгель Старший. Жатва (1565)

Кредит получил распространение в Испании в XVII столетии. Город Антверпен в Испанских Нидерландах стал главным европейским коммерческим центром и его банкиры финансировали большую часть войн Карла I и Филиппа II. Использование векселей становилось обычной практикой по мере того как антверпенские банки становились всё более сильными и принимали участие в торговых операциях, способствуя поддержанию высоких цен. Несмотря на то, что эти тенденции способствовали зарождению капитализма в Испании и во всей Европе в целом, отсутствие государственного регулирования и всепроникающая коррупция приводили к тому, что мелкие землевладельцы часто теряли всё нажитое при одном-единственном неудачном стечении обстоятельств. Имения в Испании, и особенно в Кастилии, очень быстро увеличивались в размерах и экономика становилась всё более неконкурентной, особенно при правлении Филиппов III и IV, когда повторяющиеся спекулятивные кризисы сотрясали Испанию.
Ещё со средневековья католическая церковь оказывала большое влияние на испанскую экономику. Особенно её роль возросла при правлении Филиппов III и IV, которые передавали в дар церкви большие территории в стране. Последние Габсбурги не сделали ничего для перераспределения земли. К концу правления Карла II большая часть Кастилии находилась в руках отдельных землевладельцев, крупнейшим из которых была католическая церковь. По оценкам в конце XVII века испанская церковь владела около 20 % кастильских земель, а священники составляли около 10 % взрослого населения Кастилии. Государственная политика при последующей Бурбонской династии была направлена на сокращение церковных землевладений, которые рассматривались как препятствие для развития экономики страны.

## Испанская культура и искусство (1516—1700)
Золотой век Испании стал периодом расцвета искусства, он охватывает период примерно 1550—1650 годов. Среди наиболее выдающихся деятелей этой эпохи — Эль Греко, Диего Веласкес, Мигель де Сервантес и Педро Кальдерон де ла Барка.
Эль Греко и Диего Веласкес — выдающиеся художники, первый был известен своими произведениями на религиозные сюжеты, второй — точными реалистичными портретами современного ему двора Филиппа IV. Дон Кихот Сервантеса стал одним из самых известных романов того периода и, возможно, самым известным испаноязычным произведением всех времён. Он является блестящей пародией на штампы произведений и представлений о рыцарстве и критикой современных автору социальной структуры общества и норм поведения. Хуана Инес де ла Крус, ставшая последним великим писателем золотого века, умерла в Новой Испании в 1695 году.
Этот период также стал периодом расцвета философской мысли. Саламанкская школа сделала большой вклад в философию, экономику и правоведение.